# Júlia Pančurová
Júlia Pančurová (* 18. ledna 1941) byla československá politička Komunistické strany Slovenska ze Slovenska rusínské respektive ukrajinské národnosti, poslankyně Sněmovny lidu Federálního shromáždění za normalizace.

## Biografie
XV. sjezd KSČ ji zvolil za členku Ústředního výboru KSČ. XVI. sjezd KSČ ji v této funkci potvrdil. K roku 1981 se profesně uvádí jako skladnice.
Ve volbách roku 1981 zasedla do Sněmovny lidu (volební obvod č. 184 – Humenné, Východoslovenský kraj). Mandát obhájila ve volbách roku 1986 (obvod Humenné). Ve Federálním shromáždění setrvala do konce funkčního období, tedy do svobodných voleb roku 1990. Netýkal se jí proces kooptací do Federálního shromáždění po sametové revoluci.